# Liste des distinctions d'Eddie Murphy
Liste des récompenses et nominations de Eddie Murphy, notamment pour ses performances d'acteur et musicales.

## Récompense et nomination

### PourDreamgirls
- 2006 : nomination au prix du Meilleur second rôle masculin lors des Black Reel Awards
- 2006 : nomination au prix du Meilleur second rôle masculin lors des Chicago Film Critics Association Awards
- 2006 : nomination au prix du Meilleur second rôle masculin lors des New York Film Critics Circle Awards
- 2006 : nomination au prix du Meilleur second rôle masculin lors des Dallas-Fort Worth Film Critics Association Awards
- 2006 : lauréat du prix du Meilleur second rôle masculin lors de l'African-American Film Critics Association Awards
- 2007 : lauréat du prix du Meilleur second rôle masculin lors des NAACP Image Award
- 2007 : nomination au Prix du Meilleur second rôle masculin lors des Oscar
- 2007 : lauréat du prix du Meilleur second rôle masculin lors des Golden Globe Award
- 2007 : nomination au prix du Meilleur second rôle masculin lors des BET Awards
- 2007 : lauréat du prix du Meilleur second rôle masculin lors des Critics Choice Award
- 2007 : lauréat du prix du Meilleur second rôle masculin lors des Central Ohio Film Critics Association
- 2007 : nomination au prix du Meilleur second rôle masculin lors des Image Awards
- 2007 : nomination au prix du Meilleur second rôle masculin lors des Online Film Critics Society Awards
- 2007 : lauréat du prix du Meilleur second rôle masculin lors des Screen Actors Guild Awards
- 2007 : nomination au prix de la Meilleure distribution lors des Screen Actors Guild Awards partagé avec Hinton Battle, Jamie Foxx, Danny Glover, Jennifer Hudson, Beyoncé Knowles, Sharon Leal, Keith Robinson et Anika Noni Rose

### Golden Globes
- 1983 : nomination au prix du Meilleur acteur dans une comédie dramatique lors des Golden Globe Award pour 48 heures
- 1984 : nomination au prix du Meilleur acteur dans une comédie lors des Golden Globe Award pour Un fauteuil pour deux
- 1985 : nomination au prix du Meilleur acteur dans une comédie d'action lors des Golden Globe Award pour Le Flic de Beverly Hills
- 1997 : nomination au prix du Meilleur acteur dans une comédie romantique lors des Golden Globe Award pour Le Professeur Foldingue
- 2020 : nomination au prix du Meilleur acteur dans un film musical ou une comédie lors des Golden Globe Award pour Dolemite Is My Name
- 2023 : Cecil B. DeMille Award

### BET Awards
- 2002 : nomination au prix du Meilleur acteur dans une comédie lors des BET Awards pour Dr. Dolittle
- 2002 : nomination au prix du Meilleur acteur dans une comédie d'action lors des BET Awards pour Showtime
- 2002 : nomination au prix du Meilleur acteur dans un film d'animation lors des BET Awards pour Shrek
- 2007 : nomination au prix du Meilleur acteur dans une comédie romantique lors des BET Awards pour Norbit

### Black Reel Awards
- 2000 : nomination au prix du Meilleur acteur dans une comédie lors des Black Reel Awards pour Bowfinger, roi d'Hollywood
- 2000 : nomination au prix du Meilleur film lors des Black Reel Awards pour Perpète partagé avec Brian Grazer
- 2002 : nomination au prix du Meilleur acteur dans un film d'animation lors des Black Reel Awards pour Shrek

### Blockbuster Entertainment Awards
- 1997 : lauréat du prix du Meilleur acteur dans une comédie lors des Blockbuster Entertainment Awards pour Le Professeur Foldingue
- 1999 : nomination au prix du Meilleur acteur dans une comédie lors des Blockbuster Entertainment Awards pour Dr. Dolittle
- 2000 : nomination au prix de la Meilleure équipe dans une comédie lors des Blockbuster Entertainment Awards pour Perpète partagé avec Martin Lawrence
- 2000 : nomination au prix du Meilleur acteur dans une comédie lors des Blockbuster Entertainment Awards pour Bowfinger, roi d'Hollywood
- 2001 : nomination au prix du Meilleur acteur dans une comédie lors des Blockbuster Entertainment Awards pour La Famille foldingue

### Image Awards
- 1983 : lauréat du prix du Meilleur acteur dans une comédie lors des Image Awards pour Un fauteuil pour deux
- 1990 : lauréat du prix du Meilleur artiste de l'année lors des Image Awards
- 1997 : nomination au prix du Meilleur acteur dans une comédie lors des Image Awards pour Le Professeur Foldingue
- 2012 : nomination au prix du Meilleur acteur dans une comédie lors des Image Awards pour Le Casse de Central Park

### Kids' Choice Awards
- 1988 : lauréat du prix du Meilleur acteur lors des Kids' Choice Awards pour Le Flic de Beverly Hills 2
- 1989 : nomination au prix du Meilleur acteur lors des Kids' Choice Awards pour Un prince à New York
- 1999 : nomination au prix du Meilleur acteur lors des Kids' Choice Awards pour Dr. Dolittle
- 2001 : nomination au prix du Meilleur acteur lors des Kids' Choice Awards pour La Famille foldingue
- 2002 : nomination au prix du Meilleur acteur lors des Kids' Choice Awards pour Dr. Dolittle 2
- 2002 : lauréat du prix de la Meilleure voix dans un film d'animation lors des Kids' Choice Awards pour Shrek
- 2004 : nomination au prix du Meilleur acteur lors des Kids' Choice Awards pour Le Manoir hanté et les 999 Fantômes
- 2004 : nomination au prix du Meilleur acteur lors des Kids' Choice Awards pour École paternelle
- 2005 : nomination au prix de la Meilleure voix dans un film d'animation lors des Kids' Choice Awards pour Shrek 2
- 2008 : lauréat du prix de la Meilleure voix dans un film d'animation lors des Kids' Choice Awards pour Shrek le troisième
- 2008 : nomination au prix du Meilleur acteur lors des Kids' Choice Awards pour Norbit
- 2011 : lauréat du prix de la Meilleure voix dans un film d'animation lors des Kids' Choice Awards pour Shrek 4, il était une fin

### MTV Movie Awards
- 1993 : nomination au prix du Meilleur acteur lors des MTV Movie Awards pour Boomerang
- 1997 : nomination au prix du Meilleur acteur lors des MTV Movie Awards pour Le Professeur Foldingue
- 2001 : nomination au prix du Meilleur acteur lors des MTV Movie Awards pour La Famille foldingue
- 2002 : nomination au prix du Meilleur acteur dans un film d'animation lors des MTV Movie Awards pour Shrek
- 2002 : nomination au prix de la meilleure équipe à l'écran dans un film d'animation lors des MTV Movie Awards pour Shrek partagé avec Cameron Diaz et Mike Myers

### Primetime Emmy Awards
- 1983 : nomination au prix de la meilleure performance masculine dans une variété où un programme musical lors des Primetime Emmy Awards pour "Saturday Night Live" (1975)
- 1984 : nomination au prix de la meilleure performance masculine dans une variété où un programme musical lors des Primetime Emmy Awards pour "Saturday Night Live" (1975)
- 1984 : nomination au prix du meilleur scénariste dans une variété où un programme musical lors des Primetime Emmy Awards pour "Saturday Night Live" (1975) partagé avec Andrew Smith (Scénariste), James Belushi (Scénariste), Andy Breckman (Scénariste), Robin Duke (Scénariste), Adam Green (Scénariste), Mary Gross (Scénariste), Nate Herman (Scénariste), Tim Kazurinsky (Scénariste), Kevin Kelton (Scénariste), Andrew Kurtzman (Scénariste), Michael C. McCarthy (Scénariste), Pamela Norris (Scénariste), Margaret Oberman (Scénariste), Joe Piscopo (Scénariste), Herbert Sargent (Scénariste), Bob Tischler (Scénariste) et Eliot Wald (Scénariste)
- 1999 : nomination au prix du Meilleur programme d'animation lors des Primetime Emmy Awards pour "Les Stubbs" (1999) partagé avec Steve Tompkins (Producteur exécutif), Larry Wilmore (Producteur exécutif), Brian Grazer (Producteur exécutif), Ron Howard (Producteur exécutif), Tony Krantz (Producteur exécutif), Will Vinton (Producteur exécutif), Tom Turpin (Producteur exécutif), Bill Freiberger (Superviseur de la production), David Flebotte (Superviseur de la production), Mary Sandell, David Bleiman, Michael Price, J. Michael Mendel, Al Jean (Producteur consultant), Mike Reiss (Producteur consultant), Les Firestein (Producteur consultant/Scénariste), Donald R. Beck (coproducteur) et Mark Gustafson (Superviseur de la réalisation)

### Razzie Awards
- 1990 : nomination au prix du pire réalisateur lors des Razzie Awards pour Les Nuits de Harlem
- 1990 : lauréat du prix du pire scénario lors des Razzie Awards pour Les Nuits de Harlem
- 2003 : nomination au prix du pire duo à l'écran dans une comédie d'action lors des Razzie Awards pour Showtime partagé avec Robert De Niro
- 2003 : nomination au prix du pire duo à l'écran dans une comédie d'aventure lors des Razzie Awards pour Espion et demi partagé avec Owen Wilson
- 2003 : nomination au prix du pire duo à l'écran lors des Razzie Awards pour Pluto Nash
- 2003 : nomination au prix du pire acteur dans une comédie d'action lors des Razzie Awards pour Showtime
- 2003 : nomination au prix acteur à l'écran dans une comédie d'aventure lors des Razzie Awards pour Espion et demi
- 2003 : nomination au prix du pire acteur à l'écran dans une comédie d'action lors des Razzie Awards pour Pluto Nash
- 2008 : nomination au prix du pire scénario lors des Razzie Awards pour Norbit partagé avec Charles Q. Murphy, Jay Scherick et David Ronn
- 2008 : nomination au prix du pire couple à l'écran lors des Razzie Awards pour Norbit partagé avec Eddie Murphy dans le rôle de Norbit, aussi Eddie Murphy dans le rôle de Mr. Wong où Eddie Murphy dans le rôle de Rasputia.
- 2008 : lauréat du prix de la pire actrice lors des Razzie Awards pour Norbit avec Eddie Murphy dans le rôle de Rasputia
- 2008 : lauréat du prix du pire acteur lors des Razzie Awards pour Norbit avec Eddie Murphy dans le rôle de Norbit
- 2008 : lauréat du prix du pire acteur lors des Razzie Awards pour Norbit avec partagé avec Eddie Murphy dans le rôle de Mr. Wong
- 2009 : nomination au prix du pire couple à l'écran lors des Razzie Awards pour Appelez-moi Dave (2008) partagé avec Eddie Murphy dans le rôle d'Eddie Murphy.
- 2009 : nomination au prix du pire acteur dans une comédie lors des Razzie Awards pour Appelez-moi Dave (2008)
- 2010 : nomination au prix du pire acteur dans une comédie lors des Razzie Awards pour Dans ses rêves (2009)
- 2010 : lauréat du prix du pire acteur de la décade lors des Razzie Awards pour Pluto Nash (2002), Espion et demi (2002), Showtime (2002), Norbit (2007), Appelez-moi Dave (2008) et Dans ses rêves (2009)
- 2013 : nomination au prix du pire acteur dans une comédie lors des Razzie Awards pour Mille mots (2012)
- 2020 : lauréat du prix de l'acteur ou actrice qui réussit à se racheter une crédibilité pour Dolemite Is My Name

### Autres distinctions
- 1985 : lauréat du prix du meilleur nouvel artiste lors des People's Choice Awards partagé avec Tom Selleck
- 1985 : lauréat du prix du meilleur acteur de l'année lors des ShoWest Convention
- 1987 : lauréat du prix American Cinematheque Award lors de l'American Cinematheque Gala Tribute
- 1989 : lauréat du prix du meilleur acteur dans une comédie lors des People's Choice Awards
- 1985 : lauréat du prix du meilleur acteur de la décade lors des ShoWest Convention
- 1996 : nomination au prix du Meilleur acteur dans une comédie romantique lors des Los Angeles Film Critics Association Awards pour Le Professeur Foldingue
- 1996 au cinéma|1996 : Inscription de son étoile sur le Walk of Fame de Hollywood[2].
- 1997 : lauréat du prix du Meilleur acteur dans une comédie romantique lors des National Society of Film Critics Awards pour Le Professeur Foldingue
- 1997 : lauréat du prix du Meilleur acteur dans une comédie romantique lors des Saturn Award pour Le Professeur Foldingue
- 1997 : nomination au prix du Meilleur acteur dans une comédie romantique lors des Satellite Awards pour Le Professeur Foldingue
- 1999 : nomination au prix de la Meilleure voix pour un acteur dans un film d'animation lors des Annie Awards pour Les Stubbs
- 2001 : lauréat du prix de la Meilleure voix pour un acteur dans un film d'animation lors des Annie Awards pour Shrek
- 1997 : nomination au prix du Meilleur acteur dans une comédie romantique lors des Satellite Awards pour La Famille foldingue (2000)
- 2002 : nomination au prix du Meilleur acteur dans un film d'animation lors des Saturn Award pour Shrek
- 2002 : nomination au prix du Meilleur acteur dans un film d'animation lors des BAFTA pour Shrek
- 2002 : lauréat du prix du meilleur acteur dans une comédie lors des People's Choice Awards
- 2008 : nomination au prix de la Meilleure voix pour un acteur dans un film d'animation lors des Annie Awards pour Joyeux Noël Shrek !
- 2016 : prix honorifique pour l'ensemble de sa carrière lors des Hollywood Film Awards[3]